# Holhudhoo
Holhudhoo is een van de bewoonde eilanden van het Noonu-atol behorende tot de Maldiven.

## Demografie
Holhudhoo telt (stand maart 2007) 997 vrouwen en 1051 mannen.